# 隆格维尔 (洛特-加龙省)
隆格维尔（法語：Longueville，法語發音：[lɔ̃ɡvil] ⓘ）是法国洛特-加龙省的一个市镇，属于马尔芒德区。

## 地理
隆格维尔（44°27'42"N, 0°12'58"E）面积4.79 平方千米，位于法国新阿基坦大区洛特-加龍省，该省份为法国西南部内陆省份，北起多爾多涅省，西接吉倫特省和朗德省，南至热尔省，东临塔恩-加龙省和洛特省。
与隆格维尔接壤的市镇（或旧市镇、城区）包括：特雷克河畔比拉克、福格罗勒、贡托德诺加雷、圣帕尔杜迪布勒伊、塔耶堡。

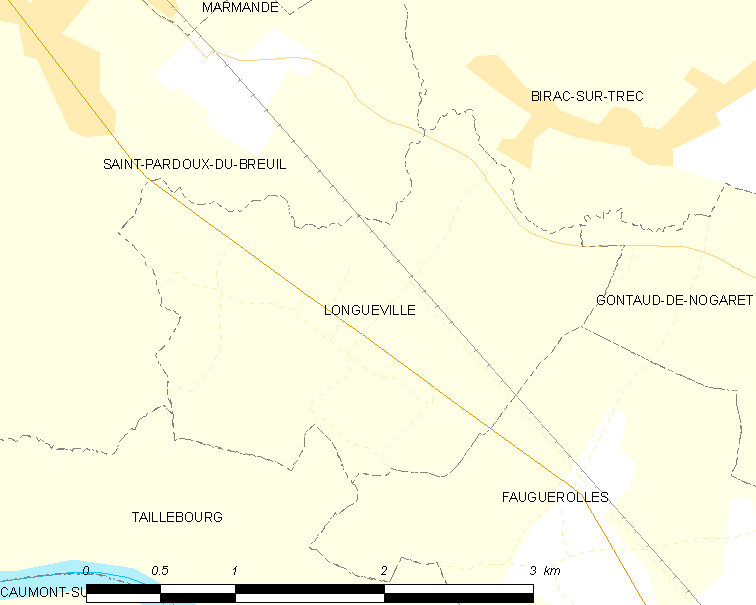
的OSM定位图

隆格维尔的时区为UTC+01:00、UTC+02:00（夏令时）。

## 行政
隆格维尔的邮政编码为47200，INSEE市镇编码为47150。

## 政治
隆格维尔所属的省级选区为马尔芒德第二县。

## 人口

1962-2008年间人口变化图示

隆格维尔于2022年1月1日时的人口数量为375人。